# Praça Oito de Setembro
Praça Oito de Setembro, ou apenas Praça Oito, é um espaço público localizado em Vitória, no Espírito Santo. É considerado um dos principais monumentos históricos do Centro da capital capixaba.

## História
Inaugurada em outubro de 1909, inicialmente conhecida como praça Santos Dumont, foi rebatizada com o nome que faz alusão a data de fundação da cidade. 
Erguida no antigo Cais da Alfândega, a praça possui vinculações históricas com o passado colonial capixaba. Foi na região onde se localiza, que os neerlandeses desembarcaram para tentar invadir Vitória, mas acabaram expulsos pela população liderada por Maria Ortiz. Já no século XX, tornou-se um importante palco de manifestações políticas na cidade, como nas manifestações da campanha pelas Diretas Já.
A Praça Oito é também famosa pelo seu relógio mantido por técnicos especiais. Construído pelo alemão João Ricardo Hermann Schorling e, inaugurado em 1942, seu relógio é movido por um programador lógico controlável que aciona um servo-motor de alta precisão. Sua característica é emitir a cada hora os sete primeiros acordes do Hino do Espírito Santo — o som provém de sete sinos, cada qual reproduzindo uma das sete notas musicais.
O local foi tombado como Patrimônio Histórico Cultural do Espírito Santo, em 1984. Tem calçamento composto pedras portuguesas brancas e pretas, formando mosaicos e a arborização do entorno data de 1900.